# الاعقار (فرع العدين)

تعديل مصدري - تعديل

الاعقار محلة تابعة لقرية مقيطعة، التابعة لعزلة العاقبة بمديرية فرع العدين إحدى مديريات محافظة إب في الجمهورية اليمنية، بلغ تعداد سكانها 34 حسب تعداد اليمن لعام 2004.